# Городецкий, Сергей Митрофанович
Серге́й Митрофа́нович Городе́цкий (5 (17) января 1884, Санкт-Петербург, Российская империя — 7 июня 1967, Обнинск, СССР) — русский советский поэт, переводчик и педагог.

## Биография

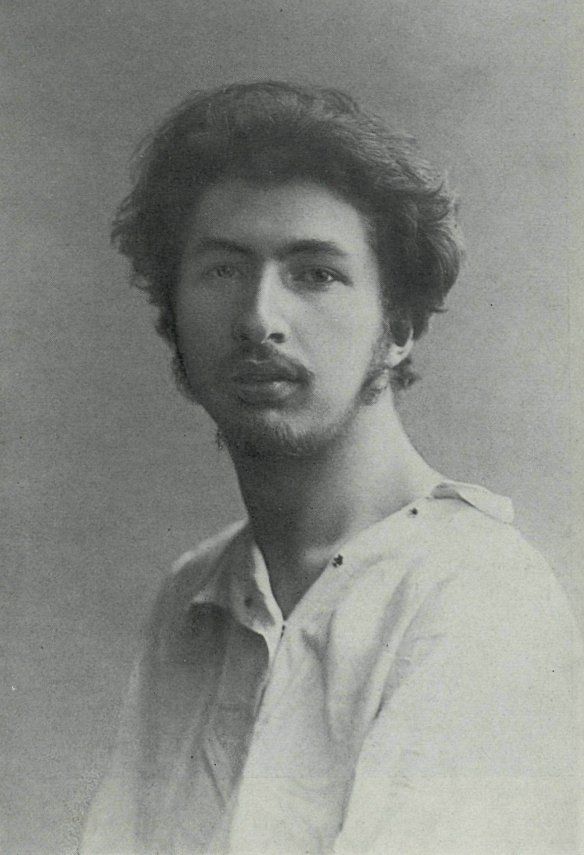
С. М. Городецкий.

Сын писателя-этнографа Митрофана Ивановича Городецкого. Окончил в 1902 году с золотой медалью 6-ю Санкт-Петербургскую гимназию, в 1900-е годы учился на историко-филологическом факультете Санкт-Петербургского университета одновременно с Александром Блоком (не окончил) и с этого времени увлёкся поэзией. В 1905 посещал «башню» Вячеслава Ивановича Иванова. В 1906—1907 годах опубликовал книги стихов «Ярь», «Перун», «Дикая воля» — это были символистские произведения с фольклорным уклоном. В 1909 году публиковался в журнале «Пробуждение». В 1910-е годы Городецкий разошёлся с символистами, и в 1912 году стал одним из организаторов Цеха поэтов (совместно с поэтом Николаем Гумилёвым). В 1915 году протежировал так называемым «новым крестьянским поэтам» (Сергей Александрович Есенин, Сергей Антонович Клычков, Николай Алексеевич Клюев, Александр Ширяевец).
С осени 1916 года находился на Кавказском фронте Первой мировой войны в качестве представителя Союза городов и военного корреспондента. Позднее некоторое время работал санитаром в лагере для больных сыпным тифом. После Октябрьской революции издал книгу стихов «Ангел Армении», где, в частности, отражена тема геноцида армян. Знал армянский язык. Его учителем был Амлик Иванович Туманян, сын армянского поэта Ованеса Тадевосовича Туманяна. Будучи в Баку, Городецкий заведовал художественным отделением РОСТА, затем работал в Политуправлении Каспийского флота.
С 1921 года жил в Москве, много публиковался, переводил поэзию — как народов СССР, так и зарубежную. До 1924 года работал завлитом в Московском Театре Революции, редактировал журнал «Искусство трудящимся», затем до 1932 года — в литературном отделе газеты «Известия». В 1930-е годы много работал над оперными либретто — это был хороший и сравнительно безопасный способ литературного заработка. Перевёл либретто опер: «Фиделио» Людвига ван Бетховена, «Водонос» Марии Луиджи Карло Керубини, «Нюрнбергские мейстерзингеры» и «Лоэнгрин» Рихарда Вагнера.
Создал либретто одной из первых опер советской тематики — «Прорыв» композитора Сергея Ивановича Потоцкого — о Гражданской войне. Для композитора Владимира Михайловича Юровского написал либретто оперы «Дума про Опанаса» (1938), по одноимённой поэме Эдуарда Георгиевича Багрицкого.
Написал новый текст («немонархический») оперы Михаила Ивановича Глинки «Жизнь за царя», получившей название «Иван Сусанин».
Во время Отечественной войны был в эвакуации в Узбекистане и Таджикистане, переводил местных поэтов.
Выступал как критик и литературовед. В 1911 году подготовил и издал двухтомное собрание стихотворений Ивана Никитина с собственной вступительной статьёй.
В 1958 г. опубликовал автобиографический очерк «Мой путь».
Умер в 1967 году. Похоронен на Ваганьковском кладбище (36 уч.), рядом с женой.

## Творчество
В своей ранней лирике Городецкий испытал влияние символистов, прежде всего — Вячеслава Иванова, А. Блока и К. Бальмонта, для него характерно возвращение к мотивам языческой славянской мифологии и первобытных сил, проявляющихся в связи с природой. После большевистского переворота Городецкий писал политические стихи — от агиток периода Гражданской войны, приветствий пролетарским поэтам (1921), партийным съездам (1931, 1958) и космонавтам (1962) до текста кантаты «Песнь о партии».
— Вольфганг Казак

## Награды
- орден «Знак Почёта» (16.04.1964)

## Семья
- Жена (с 1908) — актриса и поэтесса Анна Алексеевна Городецкая (урождённая Козельская; литературный псевдоним Нимфа Бел-конь-Любомирская; 1889—1945). По словам Александра Александровича Блока, отличалась необыкновенной красотой.
  - Дочь — Рогнеда Городецкая-Бирюкова (1908―1999), внучка Наталья Юрьевна Бирюкова, правнучка — Татьяна Житникова.

Зять — композитор Юрий Сергеевич Бирюков

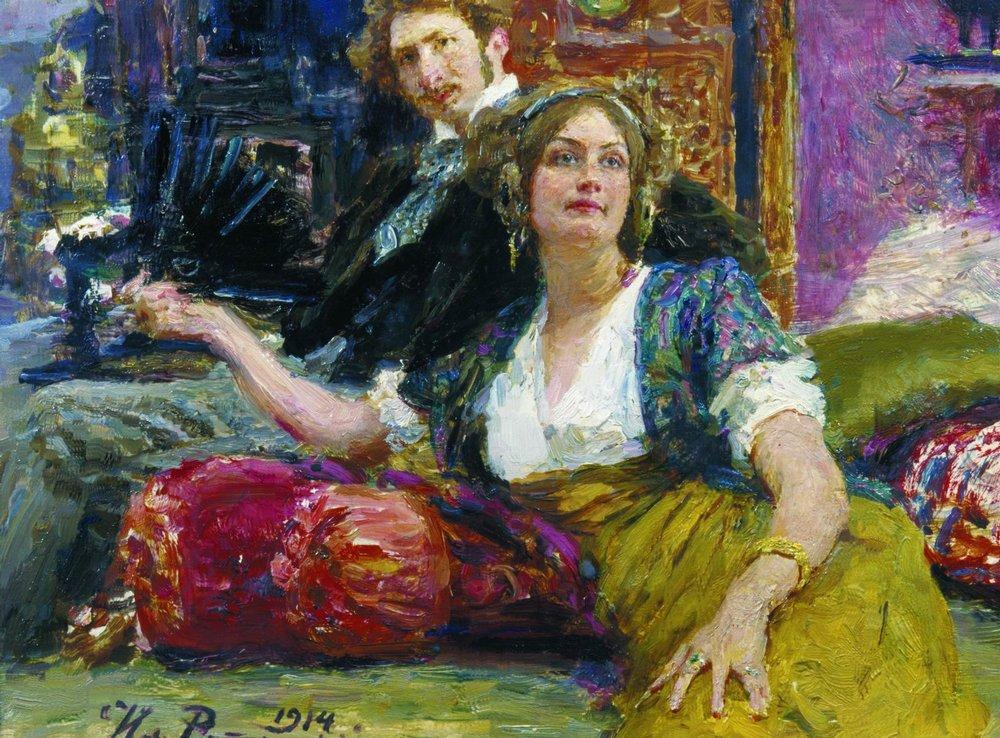
И. Репин. Сергей Городецкий с женой.1914 год.

- Брат — Александр Митрофанович Городецкий (1886—1914), художник, периодически страдал психическими нервными расстройствами. Болел, последние два года парализованный. Автор картины «Венок на могилу Комиссаржевской», скомпонованной из кусочков ваты.
- Старший брат — Борис Митрофанович Городецкий (1874—1941)[11]. С 1904 года — непременный член Екатеринодарского отделения Крестьянского поземельного банка. Окончил Санкт-Петербургский университет, историко-филологический и юридический фак-ты. Историк, библиограф Кубани и Кавказа, профессор, проректор Кубанского университета. Помог С. Есенину напечатать первый сборник стихов. Его сын, Городецкий Георгий Борисович, начальник «КубаньВодоКаналПроект», спроектировал и сопровождал воплощение «Каракумского канала». Его сын, Игорь Георгиевич Городецкий, профессор и зав. кафедрой эргономики и информационно-измерительных систем в МАТИ.
  - Сын (от первого брака) Георгия Борисовича Городецкого — Александр Георгиевич Городецкий (1923—1993), офицер Советской армии, артиллерист, участвовал в Великой Отечественной войне, освобождал «Малую землю» и в десанте в Керчь (Крым).
- Сестра — Елена Митрофановна Городецкая (1882—1921).
- Сестра — Татьяна Митрофановна Городецкая, художница.

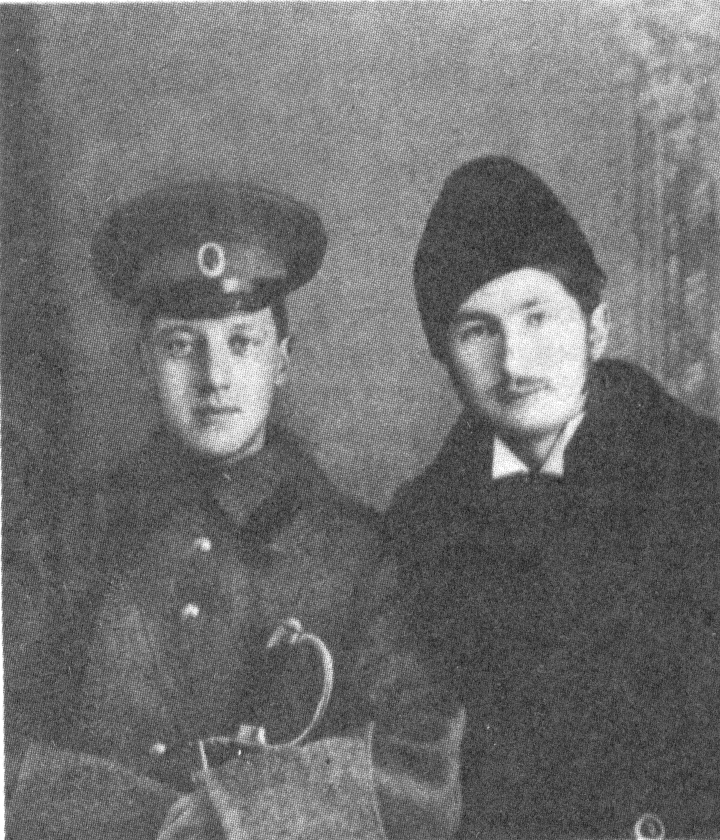
Н. Гумилёв и С. Городецкий. 1910-е гг.

## Книги
- Ярь. — СПб., 1907; 2-е изд. — СПб.: Т-во Вольф, 1909.
- Перун. — СПб.: Оры, 1907.
- Дикая воля. — СПб.: Факелы, 1908.
- Ия: Стихи для детей. — 1908.
- Кладбище страстей. Рассказы. — М., 1909. — Т. 1.
- Русь. — М.: Изд. Сытина, 1910.
- Повести и рассказы. — СПб., 1910.
- Царевич Малыш. — СПб.: Т-во Вольф, 1910. — 28 с.
- Ива. — СПб.: Шиповник, 1913.
- Цветущий посох. — СПб., 1914.
- На земле: Рассказы. — СПб., 1914. — 230 с.
- Четырнадцатый год. — Пг.: Лукоморье, 1915.
- Пушкину. — Пг., 1915.
- Изборник: Стихи 1905—1917 гг. — М.: Универсальная библиотека, 1916.
- Алый смерч. — Тифлис, 1918; М., 1927.
- Судьба России. — Тифлис, 1918.
- Ангел Армении. — Тифлис, 1919.
- Серп. — Пг.: Гиз, 1921.
- Миролом. — М.: Гиз, 1923.
- Весна безбожника. — Л.: Прибой, 1925.
- Старуха на духу. — М.: Атеист, 1925.
- Из тьмы к свету. — Л.: ГИЗ, 1926.
- Про Ивана-Безбожника. — Л.: ГИЗ, 1926.
- Московские рассказы. — М., 1927.
- Грань. — М.: Никитинские субботники, 1929. — 104 с. — 2 000 экз.
- Избранные лирические и лиро-эпические стихотворения. 1905—1935. — М., 1936.
- Думы. — Ташкент, 1942.
- Песня дружбы. — Минск, 1947.
- Стихотворения. 1905—1955. — М., 1956.
- Стихи. — М., 1964.
- Стихи. — М., 1966.
- Стихотворения и поэмы. — М., 1974.
- Русские портреты. — М., 1978.
- Жизнь неукротимая: Статьи. Очерки. Воспоминания. — М.: Современник, 1984.